# Ірина Кузьміна-Рімша
Ірина Кузьміна-Рімша (нар. 16 січня 1986) — колишня латвійська тенісистка.
Найвищу одиночну позицію світового рейтингу — 307 місце досягла 13 жовтня 2008, парну — 193 місце — 13 липня 2009 року.
Здобула 2 одиночні та 8 парних титулів.

## Фінали ITF
| Турніри $100,000 |
| Турніри $75,000  |
| Турніри $50,000  |
| Турніри $25,000  |
| Турніри $10,000  |

### Одиночний розряд: 6 (2–4)
| Результат | Ранг | Дата              | Турнір                   | Покриття  | Суперниця           | Рахунок       |
| --------- | ---- | ----------------- | ------------------------ | --------- | ------------------- | ------------- |
| Поразка   | 1.   | 15 серпня 2005    | ITF Гельсінкі, Фінляндія | Тверде    | Емма Лайне          | 0–6, 2–6      |
| Перемога  | 2.   | 30 травня 2006    | ITF Олецько, Польща      | Ґрунт     | Ольга Брозда        | 6–4, 6–4      |
| Поразка   | 3.   | 8 червня 2007     | ITF Біркеред, Данія      | Ґрунт     | Елена Пйоппо        | 2–6, 0–6      |
| Перемога  | 4.   | 25 червня 2007    | ITF Осло, Норвегія       | Ґрунт     | Ева-Марія Гох       | 6–4, 3–0 ret. |
| Поразка   | 5.   | 24 листопада 2007 | ITF Барселона, Іспанія   | Ґрунт     | Валентіна Сульпіціо | 0–6, 0–2 ret. |
| Поразка   | 6.   | 19 січня 2009     | ITF Каарст, Німеччина    | Килим (i) | Зара Гронерт        | 6–2, 4–6, 5–7 |

### Парний розряд: 19 (8–11)
| Результат | Ранг | Дата              | Турнір                     | Покриття   | Партнерка                | Суперниці                                | Рахунок             |
| --------- | ---- | ----------------- | -------------------------- | ---------- | ------------------------ | ---------------------------------------- | ------------------- |
| Поразка   | 1.   | 10 серпня 2003    | ITF Гдиня, Польща          | Ґрунт      | Моніка Шнейдер           | Клаудія Янс-Ігначик Аліція Росольська    | 5–7, 2–6            |
| Поразка   | 2.   | 17 серпня 2003    | ITF Оулу, Фінляндія        | Ґрунт      | Катерина Бондаренко      | Ніколе Мельх Івонн Мойсбургер            | 3–6, 6–4, 1–6       |
| Перемога  | 3.   | 12 вересня 2004   | ITF Тбілісі, Джорджія      | Ґрунт      | Kristina Movsesyan       | Sofia Melikishvili Svetlana Mossiakova   | 3–6, 6–3, 6–3       |
| Поразка   | 4.   | 7 листопада 2004  | ITF Стокгольм, Швеція      | Тверде (i) | Sofia Avakova            | Міхаелла Крайчек Йоланда Менс            | 2–6, 3–6            |
| Поразка   | 5.   | 24 травня 2005    | ITF Олецько, Польща        | Ґрунт      | Alise Vaidere            | Ольга Брозда Наталія Колат               | 7–5, 1–6, 1–6       |
| Поразка   | 6.   | 30 січня 2006     | ITF Бельфор, Франція       | Тверде (i) | Катерина Лопес           | Крістіна Барруа Катрін Верле-Шеллер      | 1–6, 1–6            |
| Перемога  | 7.   | 9 травня 2006     | ITF Варшава, Польща        | Ґрунт      | Oksana Uzhylovska        | Юстіна Озга Уршуля Радванська            | 6–0, 6–1            |
| Поразка   | 8.   | 30 травня 2006    | ITF Олецько, Польща        | Ґрунт      | Alise Vaidere            | Ольга Брозда Наталія Колат               | 2–6, 3–6            |
| Перемога  | 9.   | 2 червня 2007     | ITF Олецько, Польща        | Ґрунт      | Yuliya Hnateyko          | Ольга Дуко Aleksandra Malyarchikova      | 6–1, 6–1            |
| Поразка   | 10.  | 8 червня 2007     | ITF Біркеред, Данія        | Ґрунт      | Zora Vlckova             | Елена Пйоппо Аліче Балдуччі              | 7–6(7), 2–6, 0–6    |
| Поразка   | 11.  | 19 листопада 2007 | ITF Барселона, Іспанія     | Ґрунт      | Шейла Сольсона-Каркасона | Биляна Павлова-Димитрова Штефані Гайднер | 3–6, 7–6(8), [3–10] |
| Перемога  | 12.  | 27 січня 2008     | ITF Гренобль, Франція      | Тверде (i) | Василіса Давидова        | Барбора Кртічкова Луціє Шипкова          | 6–0, 7–5            |
| Перемога  | 13.  | 11 липня 2008     | ITF Рим, Італія            | Ґрунт      | Оксана Любцова           | Ірина Бурячок Патріція Майр-Ахлайтнер    | 6–4, 4–6, [10–7]    |
| Поразка   | 14.  | 4 серпня 2008     | ITF Москва, Росія          | Ґрунт      | Вероніка Капшай          | Віталія Дяченко Марія Кондратьєва        | 0–6, 4–6            |
| Поразка   | 15.  | 30 серпня 2008    | ITF Влардінген, Нідерланди | Ґрунт      | Анастасія Полторацька    | Мервана Югич-Салкич Теодора Мирчич       | 1–6, 2–6            |
| Перемога  | 16.  | 8 лютого 2009     | ITF Бельфор, Франція       | Килим (i)  | Оксана Любцова           | Юлія Федосова Віржині Піше               | 6–3, 3–6, [10–5]    |
| Перемога  | 17.  | 24 червня 2009    | ITF Роттердам, Нідерланди  | Ґрунт      | Євгенія Пашкова          | Аленка Губачек Кайрангі Вано             | 7–6, 7–6            |
| Поразка   | 18.  | 12 жовтня 2009    | ITF Харків, Україна        | Килим (i)  | Вероніка Капшай          | Людмила Кіченок Надія Кіченок            | 6–2, 2–6, [3–10]    |
| Перемога  | 19.  | 26 липня 2010     | ITF Тампере, Фінляндія     | Ґрунт      | Діана Марцинкевич        | Амандін Есс Моніка Тумова                | 6–4, 6–2            |